# Chiusaforte
Chiusaforte é uma comuna italiana da região do Friuli-Venezia Giulia, província de Udine, com cerca de 815 habitantes. Estende-se por uma área de 100 km², tendo uma densidade populacional de 8 hab/km². Faz fronteira com Dogna, Malborghetto Valbruna, Moggio Udinese, Resia, Resiutta, Tarvisio.

## Demografia
| Variação demográfica do município entre 1861 e 2011                               |
|                                                                                   |
| Fonte: Istituto Nazionale di Statistica (ISTAT) - Elaboração gráfica da Wikipedia |